# Carohamilia
Carohamilia är ett släkte av fjärilar. Carohamilia ingår i familjen träfjärilar.
Kladogram enligt Catalogue of Life:
| Carohamilia | \| \| Carohamilia itys \| \| \| \| \| \| Carohamilia lineaplena \| \| \| \| \| \| Carohamilia ophelia \| \| \| \| |
|             | \| \| Carohamilia itys \| \| \| \| \| \| Carohamilia lineaplena \| \| \| \| \| \| Carohamilia ophelia \| \| \| \| |
|             | Carohamilia itys                                                                                                  |
|             | |
|             | Carohamilia lineaplena                                                                                            |
|             | |
|             | Carohamilia ophelia                                                                                               |
|             | |